# William Squire
William Squire (Neath, 29 aprile 1917 – Londra, 3 maggio 1989) è stato un attore e doppiatore britannico.

## Biografia
Come attore di teatro, lavorò a Stratford-upon-Avon e all'Old Vic, sostituendo Richard Burton nel ruolo di Re Artù nella pièce Camelot al Majestic Theatre di Broadway.
Tra i ruoli più famosi da lui interpretati al cinema e alla televisione vi sono Thomas More nell'adattamento cinematografico del 1969 di Anna dei mille giorni, opera teatrale di Maxwell Anderson, Sir Daniel Brackley nell'adattamento televisivo del romanzo di Robert Louis Stevenson La freccia nera.
Interpretò il superiore dell'agente David Callan all'interno della serie Callan nei primi anni settanta. Come doppiatore, fu la voce di Gandalf nella versione animata de Il Signore degli Anelli del 1978.
In un set di film educativi prodotti dall'Encyclopædia Britannica su William Shakespeare, Squire ha interpretato il ruolo di Macbeth.

## Filmografia parziale

### Cinema
- L'assassino arriva di notte (The Long Dark Hall), regia di Reginald Beck ed Anthony Bushell (1951)
- L'uomo che non è mai esistito (The Man Who Never Was), regia di Ronald Neame (1956)
- Alessandro il Grande (Alexander the Great), regia di Robert Rossen (1956)
- La battaglia di Rio della Plata (The Battle of the River Plate), regia di Michael Powell ed Emeric Pressburger (1956)
- Dunkerque (Dunkirk), regia di Leslie Norman (1958)
- Mille frecce per il re (A Challenge for Robin Hood), regia di C.M. Pennington-Richards (1967)
- Dove osano le aquile (Where Eagles Dare), regia di Brian G. Hutton (1968)
- Anna dei mille giorni (Anne and the Thousand Days), regia di Charles Jarrott (1969)
- I 39 scalini (The Thirty Nine Steps), regia di Don Sharp (1978)
- Il Signore degli Anelli (The Lord of the Rings), regia di Ralph Bakshi (1978)
- Testimony, regia di Tony Palmer (1988)

### Televisione
- Robin Hood (The Adventures of Robin Hood) – serie TV, episodio 1x31 (1956)